# Dni Historii Współczesnej w Braunau
Dni Historii Współczesnej w Braunau (niem. Braunauer Zeitgeschichte-Tage) to szereg konferencji organizowanych przez Stowarzyszenie Historii Współczesnej. Konferencje odbywają się pod naukowym kierownictwem Andreasa Maislingera i od 1992 roku odbywają się corocznie w Braunau am Inn.
Na początku zajmowano się obchodzeniem się przeszłością, ruchami oporu w dyktaturach i innymi tematami związanymi z historią współczesną. Od 2004 roku Stowarzyszenie Historii Współczesnej jednak stara się o wskrzeszenie zainteresowania historią doliny rzeki Inn i graniczącej z nią Bawarii przy wyborze tematów na swoje konferencje.
W 2004 roku tematem konferencji był mały ruch graniczny przy rzekach Salzach i Inn w latach 1933–1938, mówiono zarówno o „wielkiej polityce”, jak i o życiu codziennym na styku dwóch systemów politycznych. Dyskutowano również o różnicach i podobieństwach dwóch dyktatur – austriackiej i niemieckiej.
Od 23 do 25 września 2005 roku analizowano przyczyny historyczne „Parlamentu w Braunau” w 1705 r., który na krótki czas zjednoczył szlachtę, duchowieństwo, mieszczaństwo i chłopów pod hasłem: „Lepiej umrzeć po bawarsku niż gnić po austriacku”.
W 2006 roku konferencja była poświęcona Johannowi Philoppowi Palmowi, wydawcy z Norymberdze, który w sierpniu 1806 roku był zastrzelony na rozkaz Napoleona I w Braunau am Inn za wydaną przez niego książkę, która nawoływała Niemców do oporu, również zbrojnego, przeciwko Francuzom i ich bawarskim aliantom.
W 2007 roku upamiętniono Egona Ranshofena-Wertheimera, urodzonego w 1894 r. w Ranshofen i zmarłym w 1957 roku w Nowym Jorku wielkiego politologa, dyplomatę Ligi Narodów i Organizacji Narodów Zjednoczonych. Podczas konferencji wyręczono nagrodę w imieniu Egona Ranshofena-Wertheimera rodzinie Trapp. Laudację wygłosił ambasador Emil Brix, były austriacki konsul generalny w Krakowie. 17. Dni Historii Współczesnej w Braunau miały zainspirowany odbywającymi się w Austrii i Szwajcarii XIII Mistrzostwami Europy w piłce nożnej w 2008 roku temat „Fascynacja piłką nożną”.
Dyskutowane Tematy:
- 1992 – „Niechciane dziedzictwo”: Budziszyn, Braunau am Inn, Dachau, Ebensee, Gori, Gurs, zamek Hartheim, Kielce, Mauthausen, Offenhausen, Oświęcim, Predappio, Redl-Zipf, Terezín, Vichy, Weimar, Wunsiedel
- 1993 – „Zabronione spotkania”: Jeńcy wojenni i pracownicy przymusowi
- 1994 – „Zmienione granice”: Rzeczy dzielące i pojedniające
- 1995 – „Zdrada konieczna”: Sprawa Franza Jägerstättera
- 1996 – „Sąsiedzi-przyjaciele”: Niemcy i Austria niemiecka
- 1997 – „Go West”: Fascynacja Stanami Zjednoczonymi po 1945 r.
- 1998 – „Obciążone imiona”: Imiona i nazwiska a polityka
- 1999 – „Konieczne spotkania”: Albańczycy, Bośniacy, Chorwaci, Romowie, Serbowie
- 2000 – „Oddzielne drogi”: Niemcy, Żydzi, Austriacy, Czesi
- 2001 – „Zniekształcona percepcja”: Obraz i rzeczywistość Romów i Sintich
- 2002 – „Mało Sprawiedliwych?”: Opór i odwaga cywilna w dyktaturach
- 2003 – „Życia równoległe”: Braunau am Inn, Broumov, Lavarone
- 2004 – „Mały ruch graniczny”: w latach 1933–1938 przy rzekach Salzach i Inn
- 2005 – „Parlament w Braunau”: Szlachta, duchowieństwo, mieszczaństwo, chłopi w 1705
- 2006 – „Niechcąco stał się bohaterem”: Johann Philipp Palm
- 2007 – „Peacemakers Manual”: Egon Ranshofen-Wertheimer
- 2008 – „Fascynacja piłką nożną”
- 2009 – „Mały świat”: Gospody jako topos polityczny